# Сабах Фахри
Сабах Фахри (араб. صباح فخري‎; 2 мая 1933, Алеппо — 2 ноября 2021, Дамаск) — сирийский певец.
Фахри родился в 1933 году в Алеппо, одном из самых древних городов мира. Там же закончил Академию арабской музыки. Далее учился в Академии Дамаска, закончив ее в 1948-м. В том же году состоялось одно из первых публичных выступлений артиста — в президентском дворце перед лидером страны Шукри аль-Куатли и ее премьер-министром. Отмечено, что за свою 70-летнюю карьеру Фахри стал послом сирийской народной музыки, оказавшим огромное влияние на арабских исполнителей. Результат — награды Ливана, Марокко, Омана, Туниса. В 1968 году он был занесен в книгу рекордов Гиннесса после того, как дал в венесуэльском Каракасе концерт, длившийся 10 часов.